# Đào Thiện Thi
Đào Thiện Thi (23 tháng 2 năm 1920 – 2007) nhà quản lý tài chính, chính khách Việt Nam, từng giữ chức Thứ trưởng Tài chính, Bộ trưởng Tài chính, Bộ trưởng Bộ Lao động.
Ông quê ở huyện Thanh Oai, tỉnh Hà Tây. Trong những năm 1930, Đào Thiện Thi theo học Trường Tư thục Thăng Long tại Hà Nội, sau đó ông học ngành nông nghiệp, nhưng sau này lại dành toàn bộ thời gian làm việc cho ngành Tài chính.
Năm 1945 ông tham gia Mặt trận Việt Minh lãnh đạo giành chính quyền tại Nha Trang. Năm 1946 ông trúng cử Đại biểu Quốc hội Việt Nam khóa I đại diện tỉnh Khánh Hòa. Ngày 8/5/1946 ông làm Giám đốc Nha Nông nghiệp tín dụng, Bộ Canh nông. Ngày 30/5/1946 ông được bổ nhiệm làm Tổng Thanh tra các Nha của Bộ Canh nông (đến 1948). Ngày 16 tháng 2 năm 1947 ông làm Tổng Giám đốc Nha Tín dụng sản xuất. Ông từ chức Tổng Thanh tra Bộ Canh nông và được chấp thuận ngày 26/5/1948, được thay bởi Đồng Sỹ Hiên. Năm 1951 ông được bổ nhiệm giữ chức Giám đốc Vụ Ngân sách Bộ Tài chính. Sau đó ông giữ chức Phó Bí thư Đảng bộ cơ quan Bộ Tài chính.
Trong 20 năm (1960 – 1980) ông giữ các cương vị quan trọng: Thứ trưởng Bộ Tài chính (1963), Quyền Bộ trưởng (3/1974 – 1975), Bộ trưởng (1975 –28/2/1977), Thứ trưởng Thường trực (1977 - 1981).
Trong thập niên 1980, ông giữ chức Bộ trưởng Bộ Lao động (19/2/1981 – 16/2/1987), thay ông Nguyễn Thọ Chân.